# Jakeš
Jakeš (szerbül: Јакеш), település Bosznia-Hercegovinában, Vukosavlje községben, a Szerb Köztársaság északi régiójában.

## Fekvése
A település Bosznia-Hercegovina északi részén, Dobojtól légvonalban 32, közúton 46 km-re északkeletre, községközpontjától 1 km-re nyugatra és északnyugatra, a Szávamenti-síkságon, a Boszna bal partján, 110-250 méteres magasságban fekszik.

## Népessége
| Nemzetiségi csoport | Népesség 1991 | Népesség 2013 |
| ------------------- | ------------- | ------------- |
| Szerb               | 111           | 32            |
| Bosnyák             | 1844          | 1314          |
| Horvát              | 496           | 25            |
| Jugoszláv           | 66            | 0             |
| Egyéb               | 29            | 8             |
| Összesen            | 2546          | 1379          |

## Története
A Boszna bal partján található Dobor a régészeti leletek tanúsága szerint már a kőrézkor óta lakott volt. Az itteni erődített települést először a kostalaci kultúra népe lakta, majd lakott volt a bronzkorban, a vaskorban, a római korban és a kora középkoriban is. Bronzkori régészeti leletek, harminc darab bronztárgy került elő a Boszna túloldalán fekvő Modriča Srpska Varoš nevű városrész területéről is, mely azt bizonyítja, hogy maga mai Modriča területe is lakott volt már a bronzkorban.
1975-ben, egy új, a Boszna mentén épülő út építésekor régészeti kutatások során olyan nyomokra bukkantak, amelyek arra utalnak, hogy már az őskorban erődítmény állt ezen a területen. Az erődítmény területén és a Boszna-folyó felé vezető lejtőn számos, az ókorból származó fémleletet, valamint tégla- és cserépdarabokat találtak. Az erődítmény kutatója, Ivo Bojanovski úgy véli, hogy a középkori város egy korábbi szakaszából származó erődítmény részeit fedezték fel, amelyre később a jelenlegi erődítmény épült.
II. István bosnyák bán 1323-as oklevele szerint Grgur Stjepanić kenéz öt falut kapott a bántól az akkori usorai térségben, Čečava, Hrastuš, Jakeš, Volović és Modrič falvakat. Luxemburgi Zsigmond magyar király 1387-es koronázásakor leszámolásra került sor politikai ellenfeleivel, akik között ott voltak a Horváti fivérek is, János és Pál, akiket a bosnyák Stefan Tvrtko segített. Ekkor a Horváti fivérek Doborba menekültek, ahol sokáig ellenálltak Zsigmondnak. 1387 éa 1388 között a Boszna Modričcsal szemközti bal partján felépítették Dobor várát, mely csakhamar a magyarokkal, majd a törökökkel vívott csaták színtere lett. A magyar királyok uralmával elégedetlen bosnyák nemesek II. Tvrtkót választották Bosznia királyává, ami feldühítette Zsigmondot. Az 1408 őszén, Dobor melletti csatában a boszniai hadsereg vereséget szenvedett, és a magyar király parancsára 179 boszniai nemest mészároltak le. A következő fontos esemény 1449 novemberéből származik, amikor Doborban István Tamás bosnyák király törökellenes védelmi szerződést kötött Hunyadi János megbízottjával, Kórógyi II. János macsói bánnal. Bosznia 1463-as eleste után Dobor a Beriszló család uralma alatt állt. A Magyar Királyságnak Róma ösztönzésére az eretnek bogumil balkáni lakosság ellen a 14. és 15. században végrehajtott hittérítő hadjáratai után döntően katolikus lakosság maradt Észak-Boszniában és számos katolikus kolostort alapítottak. 
Dobor vára a Nenavište középkori plébánia területén feküdt. Nenavište határai nagyjából egybeesnek Gradačca, Modriče, Orašje, Bosanski Šamac-Šamac és Odžak községek területével. II. István bosnyák bán 1329-es oklevele szerint a Boszna-folyó bal partján fekvő Jakeš falu és a jobb parton fekvő Modriča falu Nenavištához tartozott, azaz ahhoz a szűkebb területhez, ahol a Dobor vára található. A késő középkorban a nenavištei plébániát két kisebb járásra osztották, Gradačac és Dobor székhelyekkel. Doborról az első írásos források Zsigmond magyar király Bosznia elleni háborúinak időszakából származnak a 14. század végén és a 15. század elejéről. A törökök végül 1536-ban foglalták el Dobort.
Jakeš település 1878-ig tartozott az Oszmán Birodalomhoz. Ekkor a berlini kongresszus határozata alapján az Osztrák-Magyar Monarchia része lett. 1879-ben az első osztrák-magyar népszámlálás során a Derventi járáshoz és Odžak községhez tartozó településnek, 59 háztartása, 326 muszlim és 38 római katolikus lakosa volt. 1910-ben az Odžaki járáshoz tartozó településen 107 háztartást, 490 muszlim, 73 római katolikus és 1 ortodox lakost találtak. A monarchia szétesésével 1918-ban előbb a Szerb-Horvát-Szlovén Királyság, majd 1929-től a Jugoszláv Királyság része lett. Az 1929-es törvény értelmében, amikor Bosznia-Hercegovinát négy banovinára, Drinskára, Vrbaskára, Zetskára és Primorskára osztották, a település a Vrbaska banovina (Orbászi Bánság) része lett, amelynek székhelye Banja Luka volt. 1939-ben a közigazgatás átszervezésével a Hrvatska banovina (Horvát Bánság) része lett. 
A második világháborúban Jugoszlávia megszállása után a Független Horvát Állam (NDH) része lett. A második világháború után 1992-ig a település a szocialta Jugoszlávia keretében a Bosznia-Hercegovinai Népköztársaság része volt. A boszniai háborút lezáró daytoni békeszerződés rendelkezése alapján az ország területét felosztották a Bosznia-hercegovinai Föderáció és a boszniai Szerb Köztársaság között. A békeszerződés utáni területmegosztási megállapodás értelmében a település a Boszniai Szerb Köztársasághoz került. 
Az utolsó, 1991-es hivatalos népszámlálás szerint Odžak községnek 30 056 lakosa volt, akik 14 településen éltek. A daytoni megállapodás aláírása után Odžak község legnagyobb része a Bosznia-Hercegovinai Föderáció részévé vált. A háború előtti Odžak község lakott települései közül azonban Gnionica, Jošavica és Srnava, valamint Odžak, Potočani és Vrbovac települések részei a Boszniai Szerb Köztársaság részévé váltak. Ugyancsak a községhez csatolták a korábban Modriča községhez tartozó Jakeš, Pećnik és Modrički Lug települseket. A daytoni megállapodás és az Odžakból történt szerb kivonulás után Jakeš egy részét Vukosavljére, a szerb hatóságok pedig Pećniket Vidikovacra, Modrički Lugot pedig Brezikre nevezték át. Az újonnan létrehozott község területét a háború előtt túlnyomórészt horvátok lakta, 43%-uk (3440) horvát, 35%-uk (2861) muszlim (a korábban Modriča részét képező falvakban), 16%-uk (1332) szerb, a lakosság többi részét pedig jugoszlávok és mások alkották.

## Oktatás
A község területén szervezett oktatás 1922-ben kezdődött, amikor 20 Jakeš és Pećnik településről származó diák kezdte meg tanulmányait. 1931-33 között egy nagyobb iskolát, egy tanári lakást és udvarán egy fedett kutat építettek. A második világháború után a négyéves általános iskola továbbra is működött. A tanulók számának növekedésével szükség volt az iskola bővítésére. Ezt a bővítést 1971-ben egy új iskola építésével érték el. A négyéves iskola 1975-ben nyolcéves iskolává bővült. Az általános iskolát 1980-ban ismét kibővítették további tantermek és – első alkalommal – egy tornaterem építésével. 

## Sport
Az FK "Sloga" Jakeš egy 1947-ben alapított futballklub. A legnagyobb sikert tavaly a Közép Regionális Ligában elért helyezéssel érték el (harmadik helyezés a versenyben a Serbiában, negyedik a Bosznia-Hercegségben). A klubnak van egy regisztrált utánpótlás csapata, amely a Modriča községi ligában versenyez, és körülbelül 35, 10 év alatti gyermek edz a klub fiatalabb kategóriáiban. Az FK "Sloga" Jakeš egy nemzetközi gyermek labdarúgó torna szervezője, amelyen több mint 300, minden korosztályból érkező gyermek vesz részt.

## Nevezetességei
- Dobor várának romjai Jakeš területén, közvetlenül a Boszna bal partja feletti erdős magaslaton találhatók. A vár dombját a Boszna és a Mučnica-patak medre határolja. Dobor vár magját két torony alkotja, amelyek egy kisebb, 16x8 méteres teret zárnak körül. A megmaradt falak nagy része a 15. századból származik, később a vár területét keleti irányban bővítették. Az egyik torony ágyútoronynak épült, szabálytalan henger alakú, 20 méter magas, a másik torony pedig egy fordított latin D betű jellegzetes alakját viseli, 19,5 méter magas. A régészeti feltárások kimutatták, hogy a vár dombján már az őskorban is erődített települések álltak. A legrégibb kultúrréteg a kostolaci kultúrához tartozik, mely a kőrézkoban virágzott. A következő rétegek a késő bronzkorból, a kora vaskorból, majd a késő vaskorból (kelta la théne kultúra) származnak. Sok római kori cseréptöredék is előkerült, mely arra utal, hogy az erődöt a rómaiak is használták. A legfelsőbb rétegek már a középkorból származnak. Kevés lelet származik a kora középkorból. A középkori vár a 14. század végén épült. Kedvező stratégiai fekvése miatt többször cserélt gazdát, mely során többször lerombolták és újjáépítették. A ma látható falak többsége a 15. századból származik.[5]

- Jakešben a Crkvina nevű helyen, az azonos nevű domb alatt, a Pecare-forrás mellett egy templom maradványai találhatók. Falai egészen a közelmúltig láthatók voltak. Régen ez a templom is Dobor középkori várához tartozott, amelyről az egész esperesség nevét kapta.

## Fordítás
- Ez a szócikk részben vagy egészben  a   Vukosavlje című szerbhorvát Wikipédia-szócikk ezen változatának fordításán alapul.  Az eredeti cikk szerkesztőit annak laptörténete sorolja fel. Ez a jelzés csupán a megfogalmazás eredetét és a szerzői jogokat jelzi, nem szolgál a cikkben szereplő információk forrásmegjelöléseként.